# Christian Blanc (acteur)
Pour les articles homonymes, voir Christian Blanc (homonymie) et Blanc (homonymie).
Christian Blanc est un acteur français, sociétaire de la Comédie-Française.

## Théâtre

### Comédie-Française
- Entrée à la Comédie-Française le 8 janvier 1990
- Sociétaire le 1er janvier 2000
- 501e sociétaire

- 1990 : Lorenzaccio d'Alfred de Musset, mise en scène Georges Lavaudant
- 1990 : Le Médecin malgré lui de Molière, mise en scène Dario Fo
- 1990 : Le Médecin volant de Molière, mise en scène Dario Fo
- 1990 : La Mère coupable de Beaumarchais, mise en scène Jean-Pierre Vincent
- 1990 : La Vie de Galilée de Bertolt Brecht, mise en scène Antoine Vitez
- 1991 : Le Malade imaginaire de Molière, mise en scène Gildas Bourdet
- 1992 : Le Barbier de Séville de Beaumarchais, mise en scène Jean-Luc Boutté
- 1992 : La Comtesse d'Escarbagnas de Molière, mise en scène Jacques Lassalle
- 1992 : Le Bal masqué de Mikhail Lermontov, mise en scène Anatoli Vassiliev, Salle Richelieu
- 1993 : La Serva amorosa de Carlo Goldoni, mise en scène Jacques Lassalle
- 1993 : Le Prix Martin d'Eugène Labiche et Émile Augier, mise en scène Jiří Menzel
- 1993 : Le Faiseur d'Honoré de Balzac, mise en scène Jean-Paul Roussillon, Salle Richelieu
- 1994 : Lucrèce Borgia de Victor Hugo, mise en scène Jean-Luc Boutté
- 1994 : Monsieur Bob'le de Georges Schehadé, mise en scène Jean-Louis Benoît
- 1995 : Occupe-toi d'Amélie de Georges Feydeau, mise en scène Roger Planchon, Salle Richelieu
- 1996 : Moi d'Eugène Labiche et Édouard Martin, mise en scène Jean-Louis Benoît
- 1996 : Léo Burckart de Gérard de Nerval, mise en scène Jean-Pierre Vincent
- 1997 : La Vie parisienne de Jacques Offenbach, mise en scène Daniel Mesguich
- 1997 : Tartuffe de Molière, mise en scène Dominique Pitoiset
- 1998 : Les Fourberies de Scapin de Molière, mise en scène Jean-Louis Benoît
- 1999 : Le Revizor de Nicolas Gogol, mise en scène Jean-Louis Benoît
- 1999 : Le Mariage forcé de Molière, mise en scène Andrzej Seweryn
- 1999 : La Maison des cœurs brisés de George Bernard Shaw, mise en scène Michel Dubois

- 2000 : Les Fourberies de Scapin de Molière, mise en scène Jean-Louis Benoît, tournée en Argentine et au Brésil
- 2000 : Entre théâtre et poésie, tournée à Montevideo
- 2000 : Amorphe d'Ottenburg de Jean-Claude Grumberg, mise en scène Jean-Michel Ribes
- 2001 : Le Malade imaginaire de Molière, mise en scène Claude Stratz
- 2001 : Le Mariage de Witold Gombrowicz, mise en scène Jacques Rosner
- 2001 : Le Marchand de Venise de William Shakespeare, mise en scène Andrei Serban
- 2001 : Ruy Blas de Victor Hugo, mise en scène Brigitte Jaques-Wajeman
- 2001 : Le Bourgeois gentilhomme de Molière, mise en scène Jean-Louis Benoît
- 2002 : Un jour de légende - Les Temps modernes de Victor Hugo d'après La Légende des siècles, poèmes lus à plusieurs voix
- 2002 : Mother clap's Mollyhouse (La Mère Chtouille et La Maison Manchette) de Mark Ravenhill, mise en lecture Michel Didym, Studio-Théâtre
- 2002 : Le Vertige des animaux avant l'abattage de Dimítris Dimitriádis, mise en lecture Michel Didym et Armando Llamas, Studio-Théâtre
- 2002 : Le Malade imaginaire de Molière, mise en scène Claude Stratz
- 2002 : Hommage à Alexandre Dumas : Christine à Fontainebleau, Théâtre du Vieux-Colombier
- 2003 : Un auteur, un acteur : Jorge Semprún, lecture-spectacle, Studio-Théâtre
- 2003 : La Forêt d'Alexandre Ostrovski, mise en scène Piotr Fomenko
- 2003 : Le Malade imaginaire de Molière, mise en scène Claude Stratz
- 2003 : Platonov d'Anton Tchekhov, mise en scène Jacques Lassalle, Salle Richelieu
- 2004 : Les Fables de La Fontaine, mise en scène Bob Wilson, Salle Richelieu
- 2004 : Le Conte d'hiver de William Shakespeare, mise en scène Muriel Mayette, Studio-Théâtre
- 2004 : Le Malade imaginaire de Molière, mise en scène Claude Stratz
- 2005 : Platonov d'Anton Tchekhov, mise en scène Jacques Lassalle, Salle Richelieu
- 2005 : La Forêt d'Alexandre Ostrovski, mise en scène Piotr Fomenko
- 2005 : Le Malade imaginaire de Molière, mise en scène Claude Stratz
- 2005 : Les Fables de La Fontaine, mise en scène Bob Wilson, Salle Richelieu
- 2005 : Le Cid de Corneille, mise en scène Brigitte Jaques
- 2005 : Un auteur, un acteur... Tristan Corbière
- 2006 : Molière/Lully, deux comédies-ballets de Molière, mise en scène Jonathan Duverger et Jean-Marie Villégier
- 2006 : Cyrano de Bergerac d'Edmond Rostand, mise en scène Denis Podalydès, Salle Richelieu
- 2006 : Le Cid de Corneille, mise en scène Brigitte Jaques
- 2006 : Pedro et le commandeur de Felix Lope de Vega, mise en scène Omar Porras
- 2006 : Le Malade imaginaire de Molière, mise en scène Claude Stratz
- 2007 : Pedro et le commandeur de Felix Lope de Vega, mise en scène Omar Porras
- 2007 : Le Mariage de Figaro de Beaumarchais, mise en scène Christophe Rauck
- 2007 : Les Fables de La Fontaine, mise en scène Bob Wilson, Salle Richelieu
- 2008 : Vie du grand dom Quichotte et du gros Sancho Pança d'António José da Silva, mise en scène Émilie Valantin
- 2008 : Cyrano de Bergerac d'Edmond Rostand, mise en scène Denis Podalydès, Salle Richelieu
- 2008 : Fantasio d'Alfred de Musset, mise en scène Denis Podalydès
- 2008 : Le Mariage de Figaro de Beaumarchais, mise en scène Christophe Rauck, Salle Richelieu
- 2008 : La Mégère apprivoisée de William Shakespeare, mise en scène Oskaras Koršunovas
- 2009 : Vie du grand dom Quichotte et du gros Sancho Pança d'António José da Silva, mise en scène Émilie Valantin
- 2009 : Ubu roi d'Alfred Jarry, mise en scène Jean-Pierre Vincent, Salle Richelieu
- 2009 : Le Malade imaginaire de Molière, mise en scène Claude Stratz
- 2009 : L'Avare de Molière, mise en scène Catherine Hiegel, Salle Richelieu
- 2009 : Les Joyeuses Commères de Windsor de William Shakespeare, mise en scène Andrés Lima, Salle Richelieu

- 2010 : Fantasio d'Alfred de Musset, mise en scène Denis Podalydès
- 2010 : Mystère bouffe et fabulages de Dario Fo, mise en scène Muriel Mayette, Salle Richelieu
- 2010 : Ubu roi d'Alfred Jarry, mise en scène Jean-Pierre Vincent, Salle Richelieu
- 2010 : Le Mariage de Figaro de Beaumarchais, mise en scène Christophe Rauck, Salle Richelieu
- 2010 : Cyrano de Bergerac d'Edmond Rostand, mise en scène Denis Podalydès, Salle Richelieu
- 2010 : L'Avare de Molière, mise en scène Catherine Hiegel, Salle Richelieu
- 2011 : La Maladie de la famille M. de Fausto Paravidino, mise en scène de l'auteur, Théâtre du Vieux-Colombier
- 2011 : Les Joyeuses Commères de Windsor de William Shakespeare, mise en scène Andrés Lima, Salle Richelieu
- 2011 : Ubu roi d'Alfred Jarry, mise en scène Jean-Pierre Vincent, Salle Richelieu, Conspirateur, M. de Königsberg, 2e noble, magistrat, Stanislas Leczinsky, un conseiller, Rensky et le commandant du navire
- 2011 : L'Avare de Molière, mise en scène Catherine Hiegel, Salle Richelieu, Maitre Simon et le Commissaire (en alternance)
- 2012 : Le Malade imaginaire de Molière, mise en scène Claude Stratz, Théâtre Éphémère, Diafoirus et Purgon, en alternance
- 2012 : Le Mariage de Figaro de Beaumarchais, mise en scène Christophe Rauck, Théâtre Éphémère, Antonio

### Hors Comédie-Française
- 1969 : C'est quand même la fête, création collective, Lyon
- 1969 : Le Rossignol et l'oiseau mécanique de Maurice Yendt, mise en scène de l'auteur, Théâtre du Huitième Lyon
- 1970 : La fête continue, création collective, Vénissieux
- 1970 : Improésie, création collective, Festival de la Vallée de l'Ance
- 1970 : Le Bourgeois gentilhomme de Molière, mise en scène Marcel Maréchal
- 1970 : Gil Blas d'Alain-René Lesage, mise en scène Gilles Chavassieux
- 1971 : Bleu blanc rouge de Roger Planchon, mise en scène de l'auteur
- 1974 : Le Revizor de Nicolas Gogol, mise en scène Jacques Livchine
- 1975 : La Vie de Jean-Baptiste Poquelin, mise en scène Gildas Bourdet
- 1975 : L’Ombre d'Evguéni Schwartz, mise en scène Gildas Bourdet, Festival d’Avignon
- 1976 : Proffolding Follies de Pierre Aime, mise en scène Gildas Bourdet
- 1976 : Dernier Bal, mise en scène Jacques Livchine
- 1977 : La 2CV théâtre, mise en scène Jacques Livchine
- 1979 : Attention au travail création collective, mise en scène Gildas Bourdet, Théâtre de la Salamandre Tourcoing, Théâtre Gérard-Philipe
- 1979 : Britannicus de Racine, mise en scène Gildas Bourdet, Théâtre de la Salamandre Tourcoing
- 1980 : Les Précipitations, mise en scène Jérôme Deschamps
- 1981 : Britannicus de Racine, mise en scène Gildas Bourdet, Théâtre national de l'Odéon
- 1982 : Le Saperleau de Gildas Bourdet, mise en scène de l'auteur avec Alain Milianti, Lille, Festival d'automne à Paris Halle du marché de Saint-Denis
- 1982 : Les Bas-fonds de Maxime Gorki, mise en scène Gildas Bourdet, Théâtre de la Salamandre Tourcoing, Festival d'automne à Paris au Théâtre Gérard-Philipe
- 1983 : Le Saperleau de Gildas Bourdet, mise en scène de l'auteur, Festival d’Avignon, Théâtre de la Ville
- 1984 : Le Pain dur de Paul Claudel, mise en scène Gildas Bourdet, Théâtre de la Salamandre Tourcoing, Théâtre de la Porte Saint Martin
- 1985 : Le Saperleau de Gildas Bourdet, mise en scène de l'auteur, Théâtre de la Ville
- 1985 : Le Pain dur de Paul Claudel, mise en scène Gildas Bourdet, Théâtre de la Ville
- 1985 : Œdipe roi de Sophocle, mise en scène Alain Milianti, Théâtre de la Salamandre Tourcoing, Théâtre national de l'Odéon
- 1985 : Le Pain dur de Paul Claudel, mise en scène Gildas Bourdet, Théâtre de la Ville
- 1986 : Les Crachats de la lune de Gildas Bourdet, mise en scène de l'auteur, Théâtre de La Salamandre, Théâtre de la Ville
- 1987 : Ce soir on improvise de Luigi Pirandello, mise en scène Lucian Pintilie, Théâtre de la Ville
- 1988 : Il faut passer par les nuages de François Billetdoux, mise en scène Lucian Pintilie, Théâtre de la Ville
- 1988 : Tango de Sławomir Mrożek, mise en scène Georges Werler, Théâtre de l'Est parisien
- 1989 : Plage de la libération de Roland Fichet, mise en scène René Loyon, Festival de Sarrebruck
- 1989 : Titus Andronicus de William Shakespeare, mise en scène Daniel Mesguich, Théâtre de l'Athénée-Louis-Jouvet
- 1999 : La Seconde Madame Tanqueray d'après Arthur Wing Pinero, mise en scène Sandrine Anglade,  Musée d'Orsay

## Filmographie
- 2014 : La Forêt (téléfilm) d'Arnaud Desplechin — Milonov